# 備中兵乱

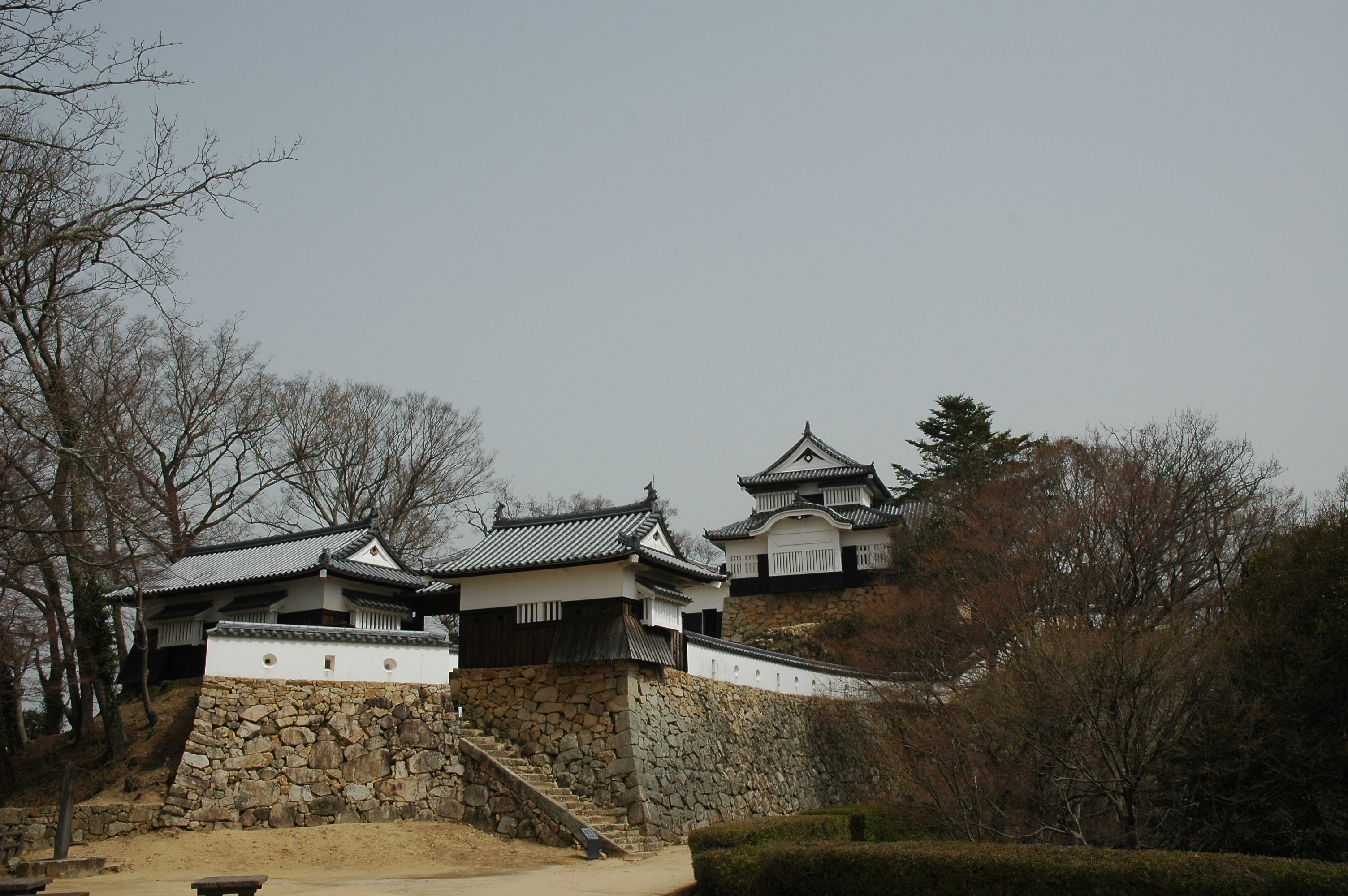
兵乱の中心となった松山城

備中兵乱（びっちゅうへいらん）は、備中国（現在の岡山県西部）を中心とした地域で天正年間に起こった、備中の戦国大名・三村元親と毛利氏・宇喜多氏による戦いである（ただし、宇喜多氏の出兵はごく一部に限られ、事実上、三村氏対毛利氏の戦いであった）。この戦いの経緯を記した軍記物としては、成立年代不詳で三村旧臣が記したと考えられる『備中兵乱記』や、中島元行が記した『中国兵乱記』などがある。

## 兵乱以前の状況
戦国時代前期の備中国は小領主が入り乱れ、大内氏や尼子氏などの有力大名が地元の小領主を抱き込んで覇権を争っていた。
天文2年（1533年）、猿掛城主の庄為資は尼子氏と結び、備中松山城周辺を領有していた上野頼氏を破りここを拠点とした。その後、星田（現在の岡山県井原市美星町）から成羽（現在の同県高梁市成羽町）周辺を領していた鶴首城主の三村氏も備中の覇権を手にしようと、尼子氏と対立する毛利氏と結び、三村家親の代には庄氏を事実上追放して拠点を備中松山城へ移し、備中のほぼ全域と備前国の一部を手中に収めるに至った。
ところが永禄9年（1566年）、三村家親が備前国の浦上宗景の被官・宇喜多直家によって暗殺された。永禄10年（1567年）、跡を継いだ子・元親は父の弔い合戦と称し約2万の軍をもって備前に進攻し明善寺合戦が行われたが、直家は元親を巧みに誘い出す戦術を採り、三村軍は5千の宇喜多軍に大敗した。
永禄11年（1568年）、三村氏に率いられた備中の軍勢が毛利氏の九州進攻に参加していた隙をつき、直家は備中に侵攻した。備中松山城を守る庄高資や斉田城主・植木秀長などはこの時に宇喜多側に寝返った。さらに機に乗じて宇喜多勢は猿掛城などを攻め落とし、これに危機感を覚えた安芸国の毛利元就は四男の毛利元清を遣わして猿掛城を奪還し、さらに備中松山城を攻撃し庄氏を追い落とした。この戦いで備中松山城をようやく奪還した元親は、同城に大幅に手を加えて要塞化した。

## 戦いの経過
天正2年（1574年）、毛利氏は山陽地方を担当する元就の三男・小早川隆景を介して、宇喜多直家と事実上の同盟を結んだ。これは、「宇喜多などは表裏の者であり到底信用できる相手ではない」「歴代忠孝を働いてきた三村家を蔑ろにするものであり、義から外れる行いである」と主張する山陰地方担当の元就二男・吉川元春らの反対を押し切ってのことであった。
この結果により、宇喜多氏に遺恨を持つ元親は毛利氏から離反し、織田信長と内通した。この判断に反対していた叔父・三村親成とその子・親宣は元親を見限って出奔した。この年の冬、三村氏の離反に危機を感じた毛利輝元は隆景を総大将として備中に8万の大軍を派兵し、備中兵乱の口火が切られた。なお、その際も元春は三村討伐の回避を主張し、自ら元親に会って説得すると具申したが容れられず、｢義を通さぬ毛利家の将来は暗い｣などと嘆いたといわれる。元春の危惧は備中兵乱の数年後に直家が織田方に寝返ったことにより現実化する。
三村軍の本城である備中松山城は砦二十一丸と呼ばれた出丸が築かれて要塞化していた。このため毛利軍はまず、猿掛城・斉田城・国吉城・鶴首城など周辺の城を次々に陥落させた。裸城となった残る備中松山城を力攻めはせず、持久戦に持ち込み離反など内部からの崩壊を待った。城が包囲されて1ヶ月近く経過して三村軍の士気が衰え、内応により天神の丸が陥落すると次々に内応者が続出した。天正3年（1575年）5月、備中松山城は陥落。当初、元親は家臣の説得により妻子・家臣とともに落ち延びを図るが、覚悟を決めて小早川隆景に切腹を願い出た。隆景は願い出を認め、元親は阿波三好氏出身の老母や親交のあった細川藤孝らに宛てた辞世数首を残し、松連寺で自刃した。
松山城落城後、毛利氏は備中平定のため三村氏ゆかりの諸城掃討を行った。元親の妹（鶴姫）の婿・上野隆徳が拠る三村一族最後の城である常山城も、鶴姫ほか城の女性共々奮戦したが多勢に無勢で落城し、備中兵乱は幕を閉じた。また、これらに先立つこと天正3年（1575年）1月8日、毛利軍は杠城（新見市）、城主の三村元範を攻撃して落城させた。1月17日、荒平山城（総社市秦）城主、川西三郎左右衛門之秀、城兵の助命と引き替えに四国讃岐（一説では備前児島）へと流された。
この備中兵乱によって戦国大名としての三村氏は滅亡した。なお、元親の叔父・親成は元親を諫止できなかった咎を受けて減封されたものの所領は安堵され、引き続き成羽鶴首城主の地位をも許された。その後、親成は姪に当たる元親の妹など三村本家の縁者を庇護したという。子孫の系統は、江戸時代に入り、備後福山藩水野氏の家老職（1,500石）を務め、水野家藩主逝去に際し遺言を託されるなど要職にあった。
以後、備中の大半は毛利氏の領土となり、南方の一部が宇喜多氏に与えられた。